# 国道26号線 (韓国)
国道26号線(國道第二十六號群山大邱線、ハングル: 국도 제26호선)は全北特別自治道群山市沃西面の群山空港から全州市や居昌郡を経由して大邱広域市西区內唐洞を連結している総延長235.6 kmの距離を持った大韓民国の一般国道である。

## 歴史
- 1971年8月31日 : 一般国道路線指定令により国道第26号線群山-大邱線になる。

## 通過する自治体
- 全北特別自治道
  - 群山市 - 益山市 - 金堤市 - 全州市 徳津区 - 完州郡 - 鎮安郡 - 長水郡
- 慶尚南道
  - 咸陽郡 - 居昌郡 - 陜川郡
- 慶尚北道
  - 高霊郡
- 大邱広域市
  - 達城郡 - 達西区 - 南区 - 達西区 - 西区

## 交差する道路
高速道路
- 光州-大邱高速道路
- 西海岸高速道路
- 湖南高速道路
- 順天-完州高速道路
- セマングム-浦項高速道路支線（朝鮮語版）
- 中部内陸高速道路支線

国道
- 国道1号線
- 国道3号線
- 国道4号線
- 国道5号線
- 国道13号線 (韓国)（朝鮮語版）
- 国道17号線 (韓国)
- 国道19号線 (韓国)（朝鮮語版）
- 国道21号線 (韓国)
- 国道23号線
- 国道24号線 (韓国)
- 国道27号線 (韓国)（朝鮮語版）
- 国道29号線 (韓国)
- 国道30号線
- 国道33号線 (韓国)
- 国道37号線 (韓国)（朝鮮語版）
- 国道59号線 (韓国)（朝鮮語版）
- 国道77号線